# Osella Corse
Osella Engineering, più nota come Osella Corse, è un'azienda automobilistica italiana, che fabbrica vetture da competizione fondata nel 1965 da Enzo Osella, proveniente dalla Abarth. La casa esordì nelle gare di salita per poi costruire la prima Formula Ford e successivamente la prima Formula 2 nel 1974.
Lo sbocco naturale fu la Formula 1 in cui la casa partecipò dal 1980 al 1990 ottenendo come miglior risultato il 4º posto al Gran Premio di San Marino 1982. Nel 1991 e 1992 fu rilevata dal principale sovvenzionatore e gareggiò col nome di Fondmetal.
Dopo la chiusura del progetto Formula 1 per difficoltà economiche,  la Osella si è di nuovo concentrata sulla produzione di vetture sport prototipo, settore dal quale non si è mai staccata.

## Storia

### Gli inizi

Enzo Osella nel 1980

Il team prese vita schierando vetture Sport della Abarth in gare nazionali ed internazionali alla fine degli anni '60. 
All'inizio degli anni 70, Osella acquisì tutto il materiale (vetture e componenti) in occasione della liquidazione della Abarth, prima dell'acquisizione del marchio da parte della FIAT. Cominciò anche a costruire vetture Sport per le gare a ruote coperte (in salita e sport), specializzandosi nelle vetture gruppo 6. 
Nel 1974 iniziò anche a realizzare vetture monoposto (Formula 2 e Formula Ford). La vettura di Formula 2 (Osella FA2) ottenne nel 1975 un punto nella classifica del campionato europeo con François Migault. Un ulteriore tentativo avvenne nel 1976 ma senza risultati anche a causa della mancanza di sponsorizzazioni.

### Formula 3
Enzo Osella costruì allora delle vetture di Formula 3 per essere vendute, ma con scarso successo. Solo alcuni piloti acquistarono la vettura, che veniva preparata con motori Toyota o Lancia. Le vetture corsero nel campionato tedesco ed italiano senza particolari risultati. L'Osella si concentrò sulle vetture Sport dove ottenne grandi risultati e molti richieste di clienti interessati ad acquistare le sue vetture (PA5 e PA6).

### Campionato Mondiale Sport
Nel 1977 l'Osella si classificò seconda dietro l'Alfa Romeo nel World Sportscar Championship, campionato mondiale marche per le vetture gruppo 6 (le vetture gruppo 5 disputavano una serie parallela nel campionato gran turismo).

### Ritorno in Formula 2
All'inizio del 1979, Osella ritentò la strada della Formula 2 con una nuova vettura e con Eddie Cheever (senza volante in Formula 1). Questa volta i risultati furono all'altezza, Cheever vinse 3 gare e rimase in lotta per il titolo sino all'ultima gara. Pressioni dello sponsor, poi, spinsero Osella a tentare la strada della Formula 1.

### Formula 1

#### Motori Ford-Cosworth (1980-1982)
Nel 1980, ancora Cheever portò la nuova FA1 all'esordio nel mondo della Formula 1. La vettura era progettata da Giorgio Stirano e spinta dal classico Ford Cosworth DFV. La vettura, pesante ed aerodinamicamente inefficiente, era contraddistinta da una  livrea blu e bianca. Molti componenti erano fabbricati in casa con molti problemi qualitativi: Cheever riuscì a finire una sola gara.
Nel 1981 la vettura venne evoluta nella FA1B con i nuovi piloti Beppe Gabbiani e Miguel Ángel Guerra. L'inizio di stagione fu deludente: numerose furono le mancate qualificazioni. Tra l'altro Guerra al suo esordio in Formula 1 non riuscì a completare neppure un giro, uscendo di pista e ferendosi nel Gran Premio di San Marino (è l'unico pilota ad aver disputato un solo gran premio senza concludere neppure un giro).
Sostituito da Piercarlo Ghinzani (13º al GP del Belgio) e Giorgio Francia e infine da Jean-Pierre Jarier che nelle ultime 7 corse risollevò le sorti del Team con 7 qualificazioni, anche se non raggiunse mai la zona a punti. La stagione fu anche turbata dalla morte del meccanico Giovanni Amadeo, investito durante le prove del GP del Belgio da parte della Williams di Carlos Reutemann, incidente dovuto alla pessima organizzazione del Gran Premio.
Nel corso del 1981 vi fu una collaborazione esterna di Giorgio Valentini, che progettò la nuova FA1C presentata a Monza in occasione del Gran Premio d'Italia; la direzione tecnica fu poi affidata al francese Hervé Guilpin, che sviluppò la vettura nel corso del 1982; alla guida vi furono Jarier e Riccardo Paletti. Jarier ottenne il miglior risultato nella storia del Team con il quarto posto nel Gran Premio di San Marino, boicottato dalle scuderie britanniche (solo 14 vetture al via).
La stagione fu turbata dalla morte di Riccardo Paletti a causa di un incidente al via del Gran Premio del Canada, e da una serie di rotture meccaniche, soprattutto alle sospensioni, che portarono al licenziamento di Guilpin.
Dopo l'abbandono  degli sponsor principali e i conseguenti problemi economici, il team fu a un passo della scomparsa, almeno dalla Formula 1.

#### Motori Alfa Romeo (1983-1988)

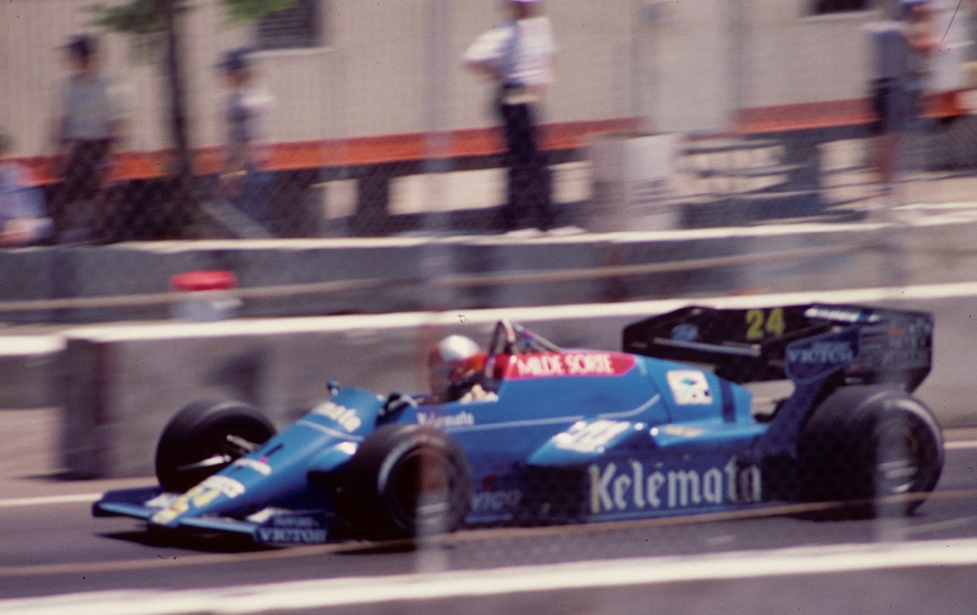
Ghinzani e la FA1F al Gran Premio degli Stati Uniti 1984, dove finirono al quinto posto.

Nel 1983, grazie allo sponsor Kelémata, il team riuscì a schierarsi con le vetture dell'anno precedente riviste da Tony Southgate, nella versione FA1D,  e a ottenere la fornitura dei motori V12 dell'Alfa Romeo dismessi dal team ufficiale, passato ai motori turbo. 
A Imola, nel Gran Premio di San Marino, Piercarlo Ghinzani cercò di qualificare la vettura adattata al motore Alfa Romeo, senza riuscirci. Tale vettura utilizzava anche cambio e sospensioni posteriori della Alfa Romeo 182. In origine era stato ventilato anche che utilizzasse la monoscocca di tale vettura, ma la fornitura andò a monte per l'opposizione della Euroracing, che gestiva le Alfa Romeo in Formula 1.
Nel frattempo il nuovo progettista Tony Southgate (ex Arrows) aveva progettato la nuova vettura FA1E, di migliore realizzazione, anche se sempre con il retrotreno origine Alfa Romeo che dal Gran premio di Gran Bretagna permise a Ghinzani e Corrado Fabi di qualificarsi abbastanza regolarmente: tuttavia poche furono le gare terminate, senza punti nel campionato mondiale. 
Il motore Alfa V12 fu più una complicazione che un'opportunità ma permise di allacciare i rapporti con la casa milanese. L'anno successivo Osella ottenne i motori turbo V8 e i cambi per far correre una vettura per Piercarlo Ghinzani.
Osella e Alfa Romeo ebbero una strana relazione: da un lato l'Alfa Romeo (che stava passando dalla proprietà statale a quella della FIAT) aiutò il team a sopravvivere nell'era dei motori turbo, dall'altro queste macchine pesanti, inaffidabili e assetate di benzina contribuirono alla mancanza di competitività. Addirittura la vettura del 1984, la FA1F utilizzava anche cambio e telaio derivato dall'Alfa Romeo 183T. E questa "derivazione" rimase sino alla FA1I del 1988.
La scarsità di fondi portava alla necessità di risparmiare i motori, costringendo a ridurre la pressione di sovralimentazione per evitare rotture e consumi eccessivi (dal 1984 al 1988 vigeva in formula 1 la limitazione dei consumi di carburante in gara). Nel 1986 Osella tentò di sostituire i motori Alfa con quelli della Motori Moderni e dal 1987 con i Cosworth. Entrambe le soluzioni erano troppo costose e Osella continuò con motori, cambi e telai Alfa Romeo. Nel 1988 l'Alfa Romeo, per evitare cattiva pubblicità, chiese ed ottenne che i motori non venissero più chiamati col nome originario ma come Osella V8. 
Sin dal 1984 la carenza di fondi impose all'Osella di ingaggiare per la seconda parte di stagione l'austriaco Jo Gartner per la sua dote di sponsorizzazioni. Questo portò nella seconda parte di stagione ad un calo di prestazioni, dopo che Ghinzani ottenne il quinto posto nel rocambolesco Gran Premio di Dallas. Gartner ottenne un quinto posto a Monza ma, non essendo la vettura iscritta al mondiale, non portò punti al team.

La squadra Osella a Imola nel 1987

Nel 1985 il team proseguì con l'evoluzione della vettura, ribattezzata FA1G, con qualche aggiornamento aerodinamico. La situazione economica si aggravò e a metà stagione Ghinzani (che aveva firmato per la Toleman) lasciò il posto al pilota pagante Huub Rothengatter.
L'anno successivo Osella iscrisse due vetture per Ghinzani e il Campione Europeo di Formula 3000, Christian Danner. Era prevista l'adozione dei V6 Motori Moderni ma la mancanza di fondi costrinse a proseguire con i vecchi motori Alfa Romeo (la casa milanese si era ritirata e Osella acquistò altri motori usati) montati sulla FA1H.
A metà stagione la situazione economica peggiorò e, passato Danner alla Arrows, la seconda vettura venne affidata all'inesperto canadese Allen Berg.
Nel 1987 l'unica Osella venne affidata ad Alex Caffi (che aveva già sostituito Berg a Monza l'anno prima),  il quale non concluse nessuna gara (ad Imola fu classificato 12º ma era rimasto senza benzina a 5 giri dalla fine). In alcune occasioni venne schierata una seconda vettura per Franco Forini e Gabriele Tarquini. 
Nel 1988 venne ingaggiato Nicola Larini. Le vetture subirono un profondo lavoro aerodinamico e il motore, ribattezzato "Osella", fu sottoposto ad alcune migliorie per adeguarsi alle ulteriori limitazioni sui consumi di benzina. Malgrado buone premesse il team non andò oltre un nono posto al Gran Premio di Monaco.

#### Ritorno al motore Cosworth e l'accordo con Fondmetal (1989-1990)
La stagione 1989 vide grandi novità: affidata la progettazione all'ex tecnico Ferrari Tomaini, per la prima volta dal 1982 l'Osella presentò una vettura, la FA1M, completamente nuova e di propria progettazione. Dotata del motore Ford Cosworth DFR e gomme Pirelli, ottenne buoni risultati in prova (Larini 10º in Giappone). Purtroppo in gara la vettura soffrì molti ritiri sia con Larini, sia con Ghinzani, tornato al team per la sua ultima stagione in Formula 1. In Canada Larini era terzo quando fu costretto al ritiro per rottura del motore.
Nel 1990, Osella vendette il team di Formula 1 alla Fondmetal, diventata nel 1989 "main sponsor".
La scuderia fu trasferita e cambiò nome dal 1991, diventando proprio Fondmetal.

### Le vetture sport

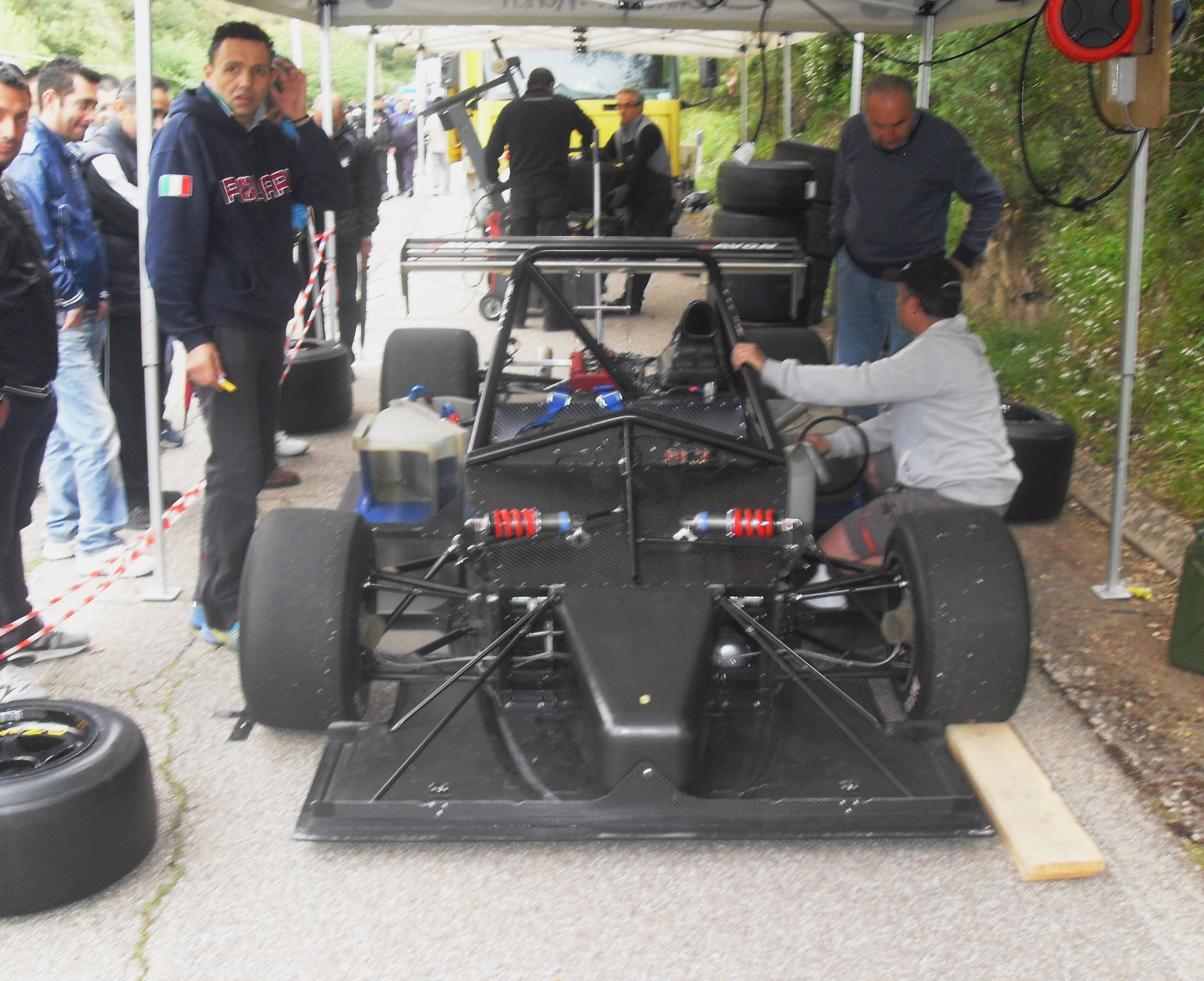
Enzo Osella a colloquio con un meccanico di Christian Merli, a sinistra, pilota dell'Osella PA al centro. Cronoscalata Iglesias-Sant'Angelo 2013

L'Osella era però rimasta fortemente legata al mondo delle vetture Sport, costruendo vetture biposto di ottima fattura. Da ricordare i successi nel Campionato Europeo dedicato alle vetture "Gruppo 6" e soprattutto la vittoria nella "1000 km del Mugello" 1981, gara del mondiale marche con Giorgio Francia e Lella Lombardi con una Osella PA8-BMW.
Era ed è normale vedere uno stuolo di Osella popolare le corse in salita in tutta Europa con risultati eccellenti (numerose vittorie nel Campionato europeo della montagna, con in molti campionati nazionali Mauro Nesti e Simone Faggioli in particolare)
Dopo l'abbandono della Formula 1, l'Osella trasferitasi dal Piemonte ad Atella in Basilicata, continua tutt'oggi ad essere una delle vetture preferite dai piloti delle vetture sport (nel 2007 ha conquistato i campionati tedesco, francese ed italiano di montagna e anche quello italiano su pista).
Nel 2009-2010 l'azienda si è trasferita, tornando in Piemonte, nella nuova sede di Verolengo, insieme alla consociata Osella Service, già occupantesi dell'assistenza tecnica ai clienti sportivi.

## Principali piloti
- Uberto Bonucci (Campionato Europeo ed Italiano Autostoriche 85 vittorie assolute)
- Eddie Cheever (1980): 10 GP
- Beppe Gabbiani (1981): 3 GP
- Piercarlo Ghinzani (1981, 1983-1986, 1989): 46 GP
- Jean-Pierre Jarier (1981-1982): 19 GP
- Riccardo Paletti (Formula 1 stagione 1982): 2 GP
- Huub Rothengatter (Formula 1 stagione 1985): 7 GP
- Nicola Larini (1988-1989): 18 GP
- Alex Caffi (1986-1987): 14 GP
- Simone Faggioli (Campione Europeo Montagna 2005, 2009, 2010, 2011 e 2012 e 8 volte campione Italiano Montagna)
- Mauro Nesti (8 volte campione Europeo Montagna e pluricampione Italiano Montagna)
- Pasquale Irlando (3 volte campione Europeo Montagna e pluricampione Italiano Montagna)
- Franz Tschager (3 volte campione Europeo Montagna)
- Jo Gartner (Campionato mondiale di Formula 1 1984) 1ª stagione
- David Baldi (Campione Italiano Montagna 2009)
- Christian Merli (Campione Europeo Montagna 2018)
- Fabio Danti (2 volte campione Europeo Montagna)

## Vetture

### Formula 1
- FA1 - Ford (1980)
- FA1B - Ford (1981)
- FA1C - Ford (1981-82)
- FA1D- Ford (1983)
- FA1D-E - Alfa V12 (1983)
- FA1E - Alfa V12 (1983-84)
- FA1F - Alfa V8 (1984-86)
- FA1G - Alfa V8 (1985-87)
- FA1H - Alfa V8 (1986)
- FA1I - Alfa V8 (1987-88)
- FA1L - Osella V8 (1988)
- FA1M - Ford (1989-90)
- FA1M-E - Ford (1990)

### Formula 2
- FA2-BMW (1975-76)
- FA2-BMW (1979)

### Formula 3
- FA3 (1977-78)

### Gruppo 6 - Biposto (pista/salita)

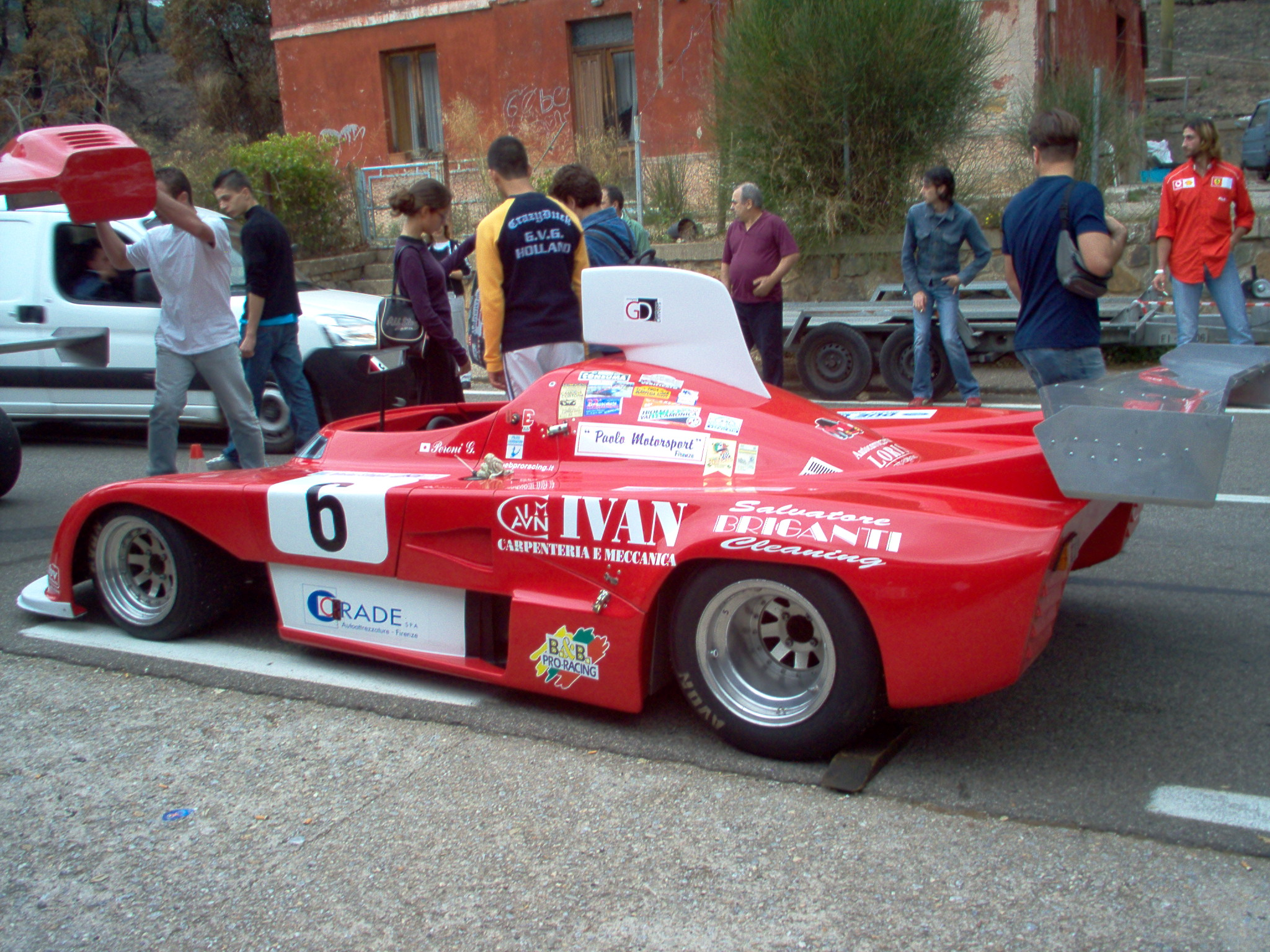
Osella PA3-BMW alla cronoscalata "Iglesias-Sant'Angelo", 2004

- PA1-Abarth (1973)
- PA2 (1974)
- PA3 (1975)
- PA4 (1976)
- PA5 (1977)
- PA6 (1978)
- PA7 (1979)
- PA8 (1980)
- PA9 (1981)
- PA10 (1982)
- PA9B/84 (1984)
- PA12 (1987)
- PA9/90 (1989)

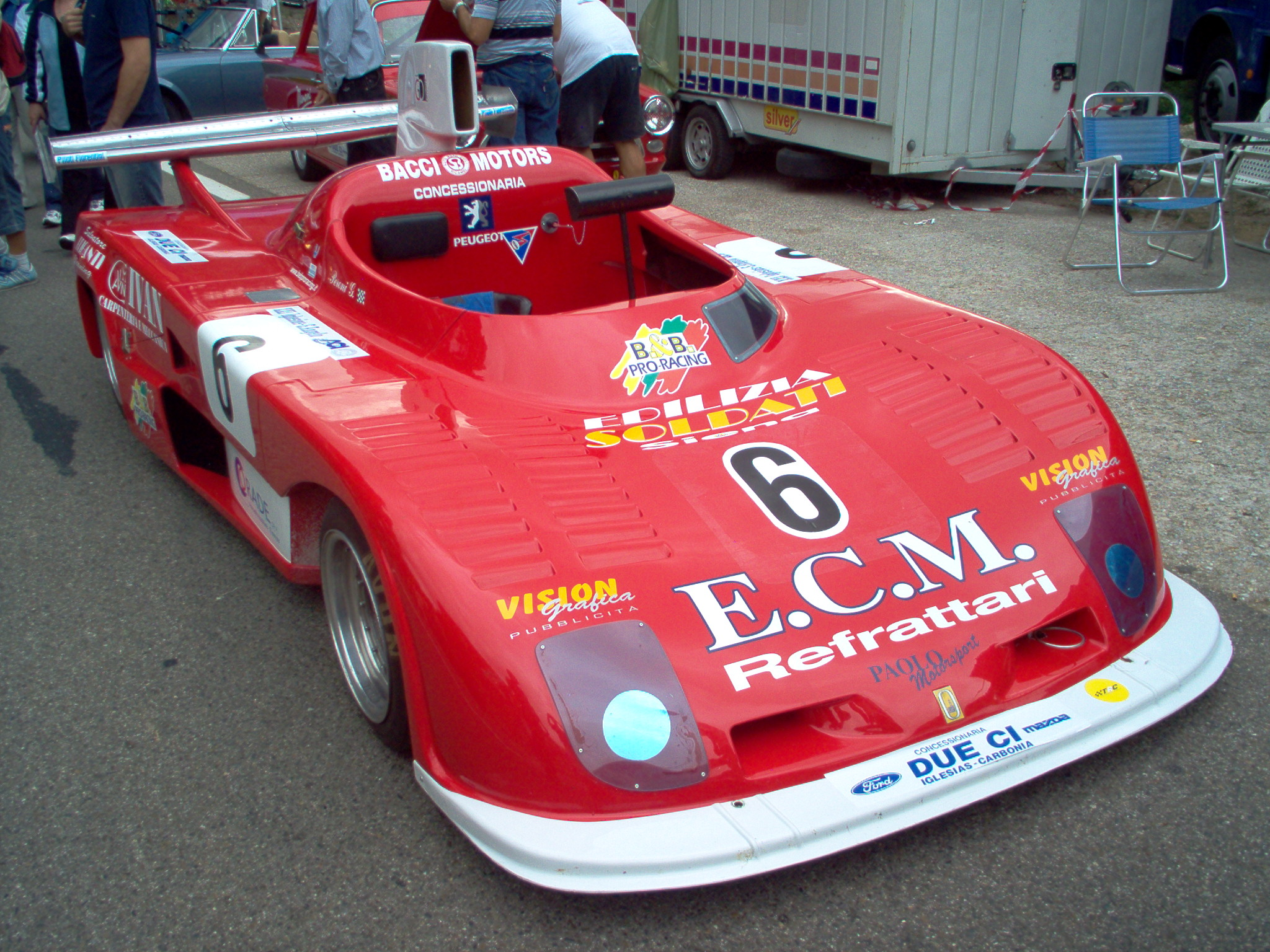
Osella PA3-BMW
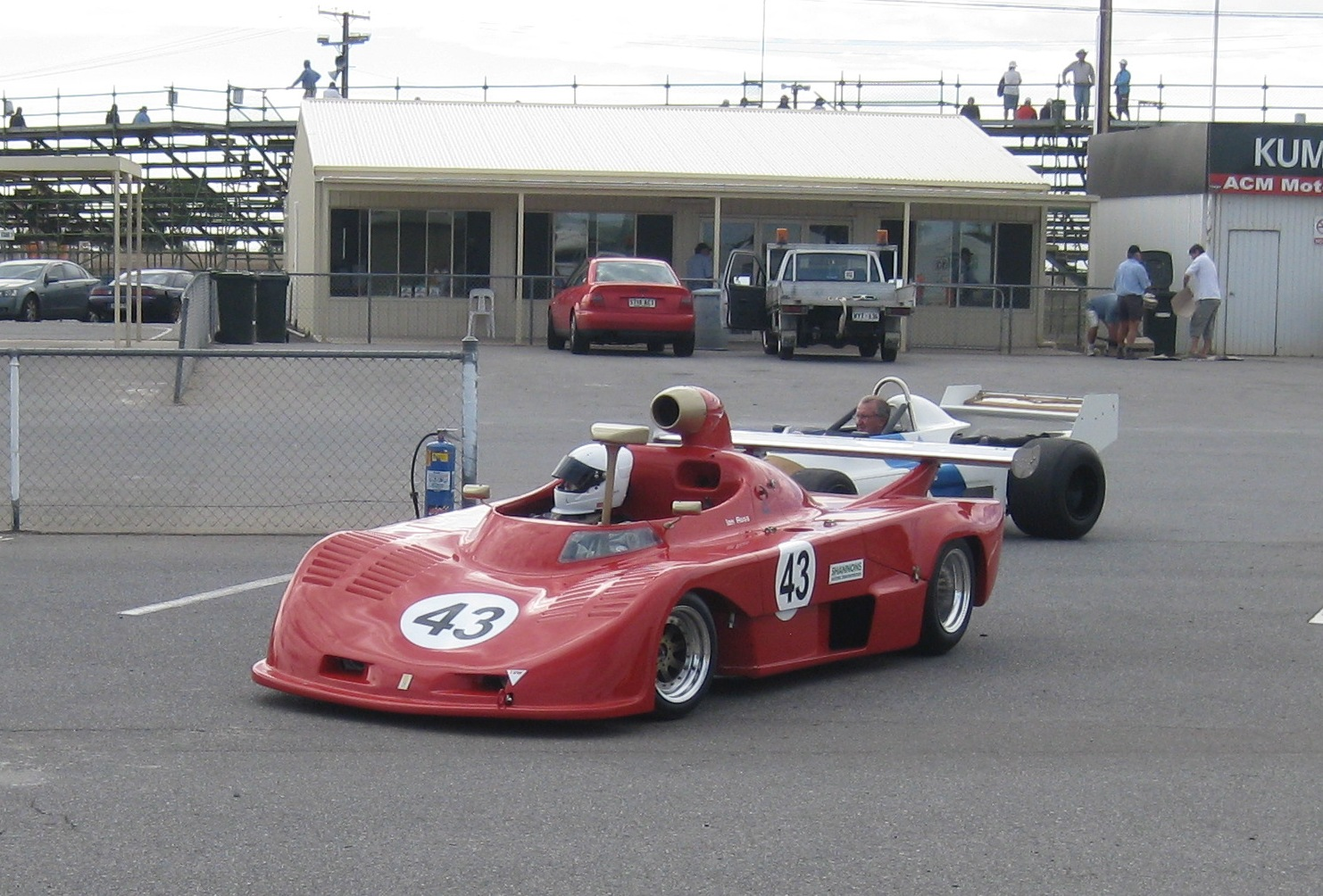
Osella PA5-BMW
Osella PA9-BMW
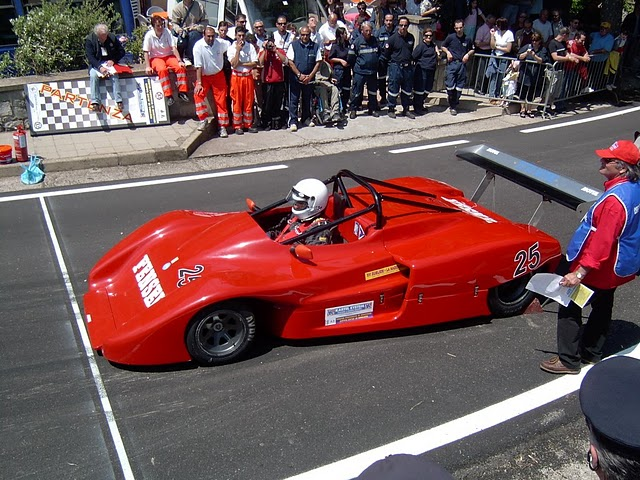
Osella PA9/90-BMW

### IMSA GTP
- FA-IMSA - BMW (1984)[2]

### Gruppo C3-CN-E2/B - Biposto (pista/salita)
- PA16 (1991)
- PA18 (1992)
- PA20 (1993)
- PA21 / PA21/J / PA21 Evo (2001)
- PA26
- PA27 (2007)
- PA30 (2010)
- PA 2000 E2/B (2013)
- PA 21Jb (2016)

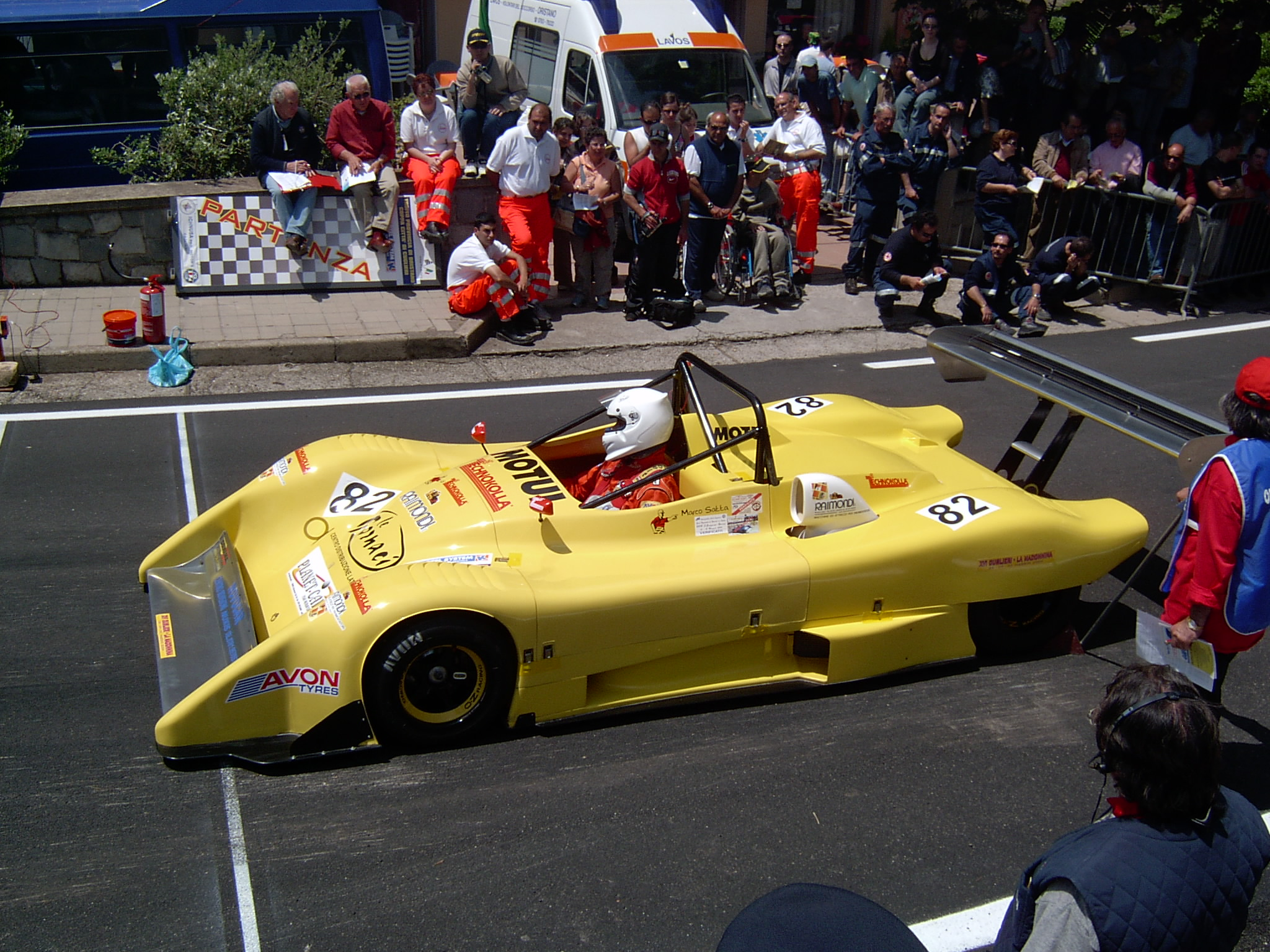
Osella PA20/S-BMW (CN-3000)
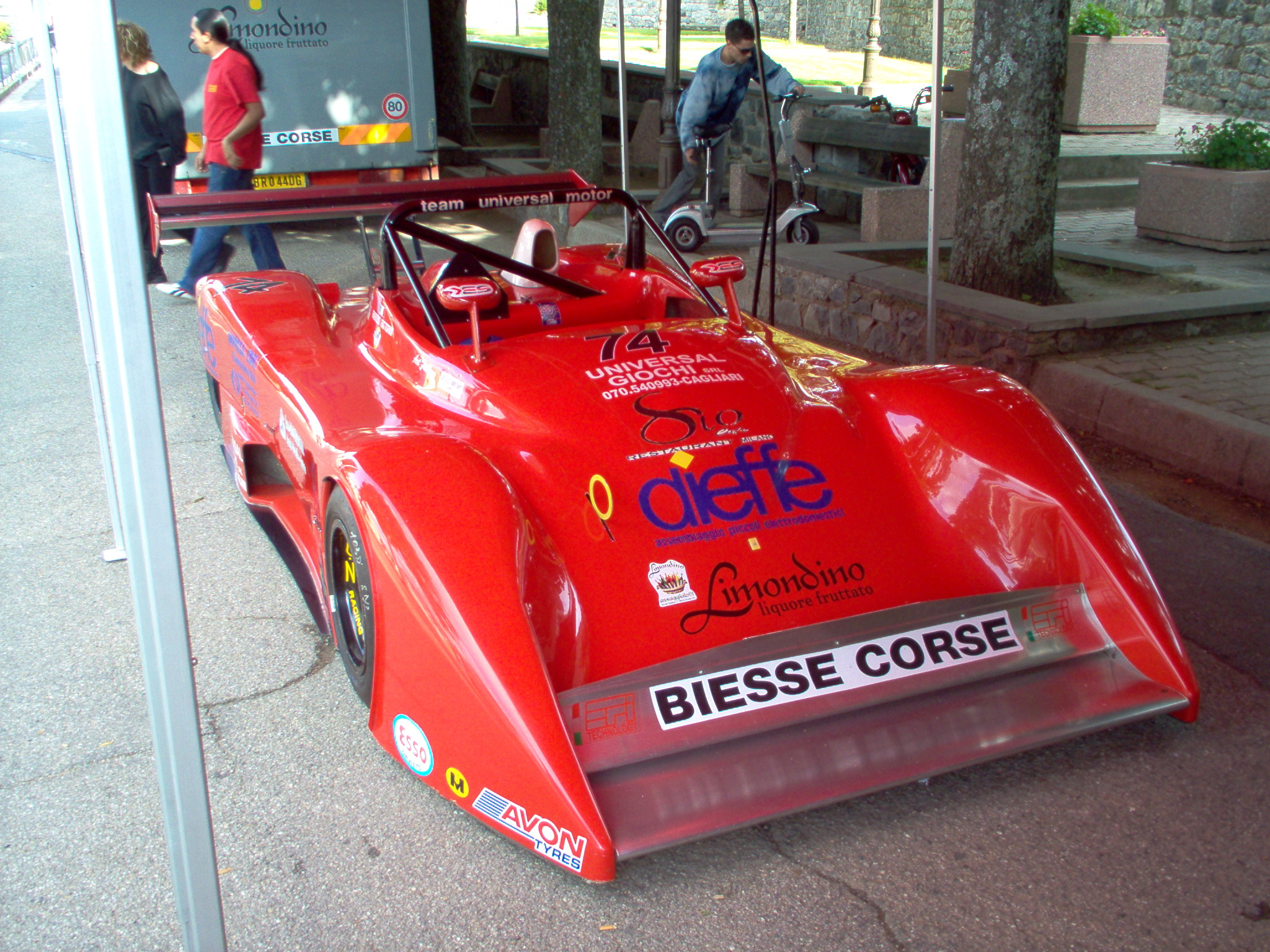
Osella PA21/S-Honda (CN-2000)
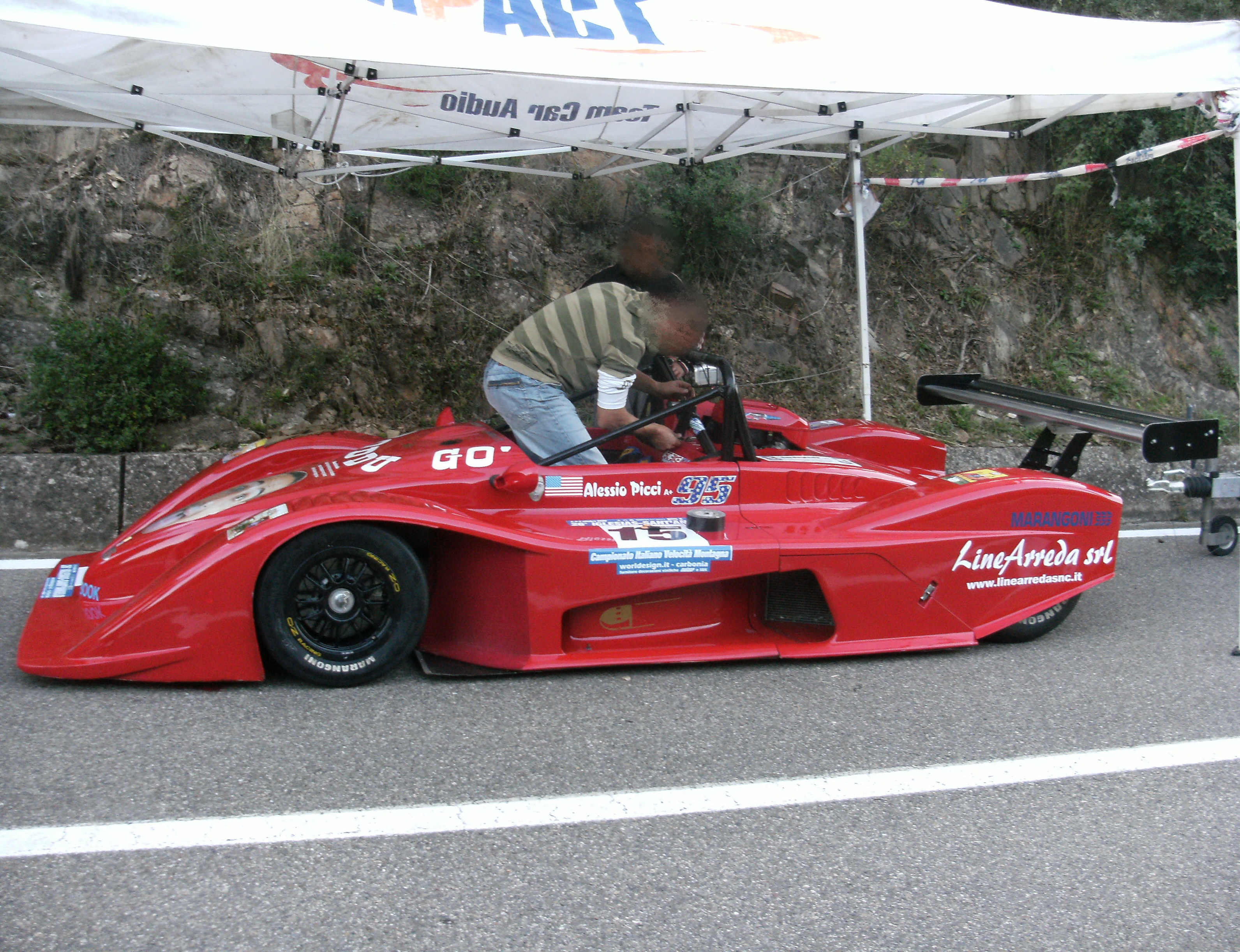
Osella PA21/J (E2/B-1300)
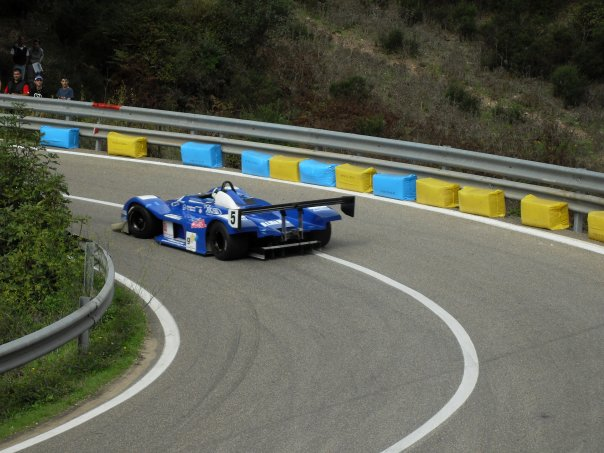
Osella PA27 (E2/B-3000)
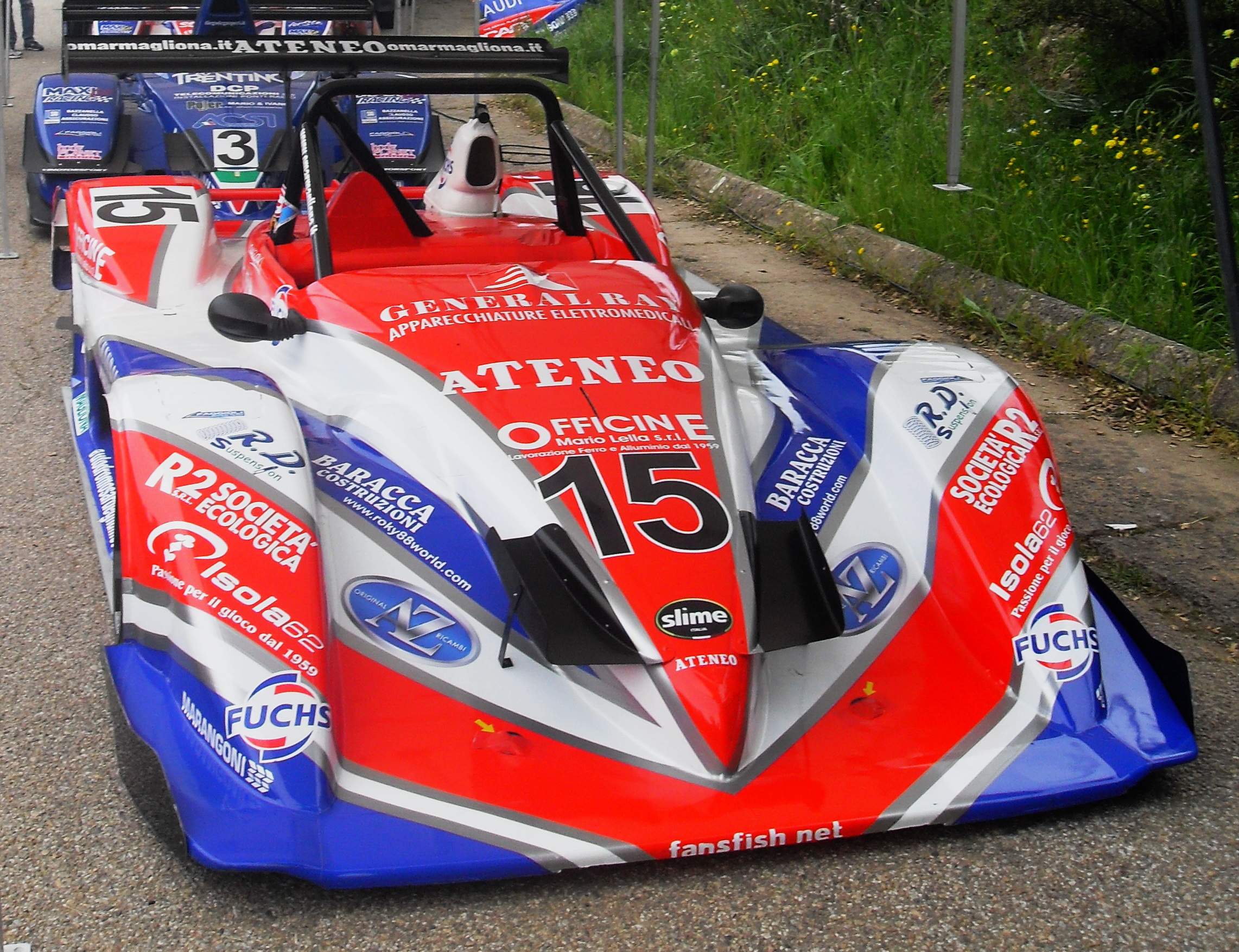
Osella PA21 Evo (CN-2000)
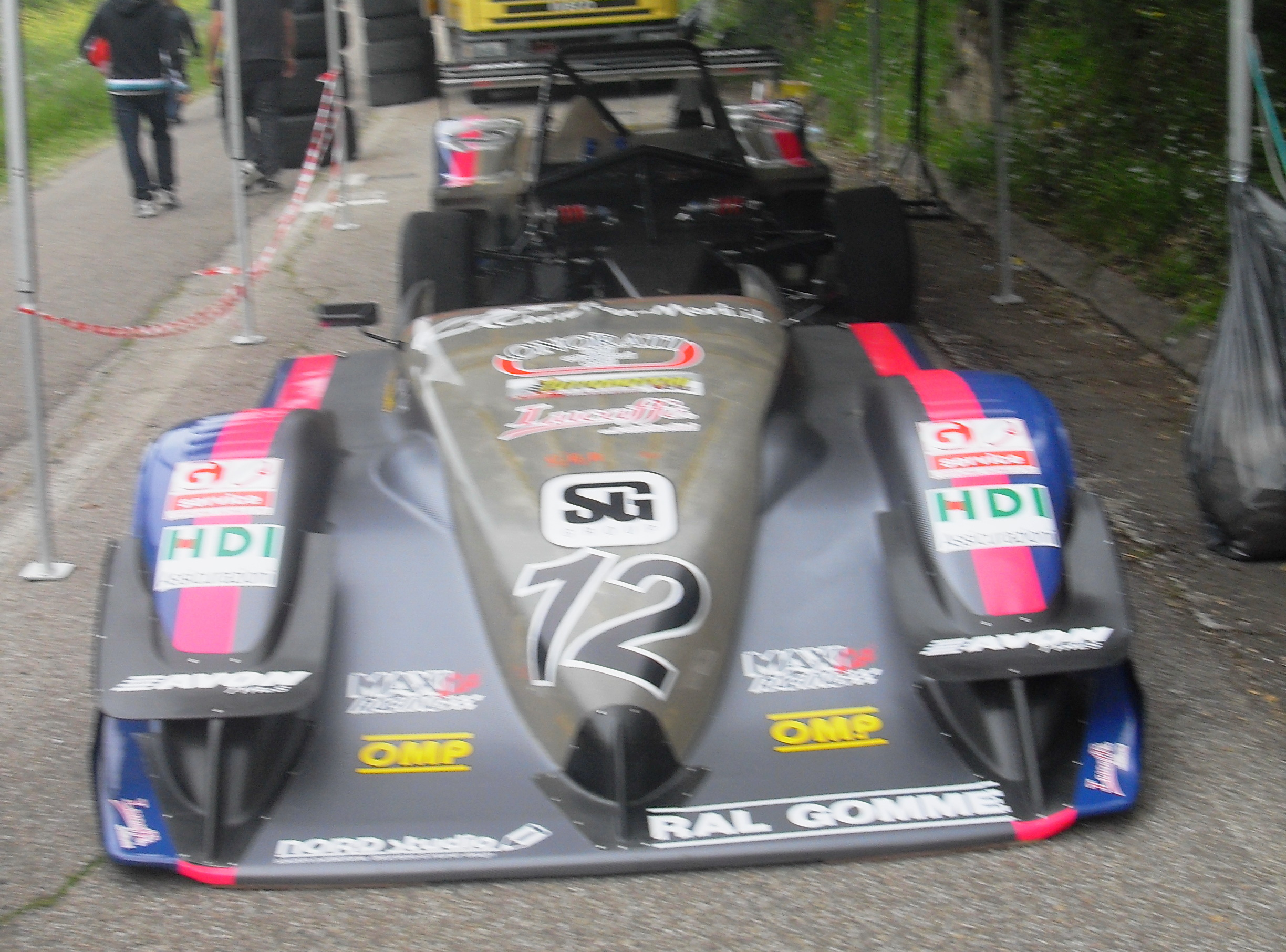
Osella PA (E2/B-2000)

### Gruppo E2/M - Monoposto ruote coperte (salita)
- FA30-Zytek (2009)
- FA30-EVO RPE 2015
- FA30-EVO Fortech 2017
- FA30-EVO LRM 2018

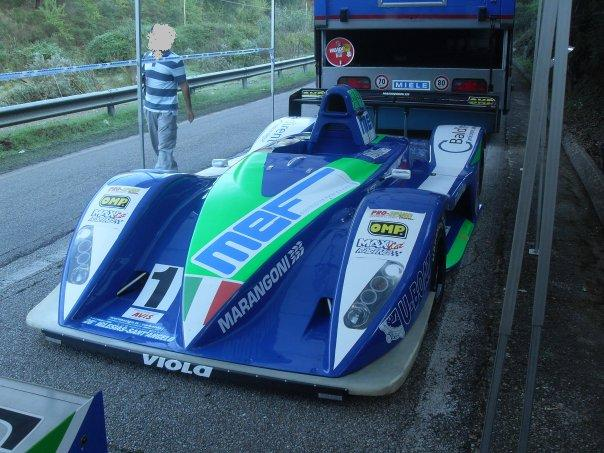
Osella FA30-Zytek (E2/M-3000)

## Risultati in Formula 1
| Anno | Vettura | Motore            | Gomme | Piloti  |    |    |     |     |    |    |     |     |     |     |     |    |     |     |  |  | Punti | Pos. |
| ---- | ------- | ----------------- | ----- | ------- | -- | -- | --- | --- | -- | -- | --- | --- | --- | --- | --- | -- | --- | --- |  |  | ----- | ---- |
| 1980 | FA1     | Ford Cosworth DFV | G     | Cheever | NQ | NQ | Rit | Rit | NQ | NQ | Rit | Rit | Rit | Rit | Rit | 12 | Rit | Rit |  |  | 0     |      |

| Anno | Vettura     | Motore            | Gomme | Piloti   |     |    |    |     |     |    |    |    |    |    |    |     |    |     |     |  | Punti | Pos. |
| ---- | ----------- | ----------------- | ----- | -------- | --- | -- | -- | --- | --- | -- | -- | -- | -- | -- | -- | --- | -- | --- | --- |  | ----- | ---- |
| 1981 | FA1B e FA1C | Ford Cosworth DFV | M     | Guerra   | NQ  | NQ | NQ | Rit |     |    |    |    |    |    |    |     |    |     |     |  | 0     |      |
| 1981 | FA1B e FA1C | Ford Cosworth DFV | M     | Ghinzani |     |    |    |     | 13  | NQ |    |    |    |    |    |     |    |     |     |  | 0     |      |
| 1981 | FA1B e FA1C | Ford Cosworth DFV | M     | Francia  |     |    |    |     |     |    | NQ |    |    |    |    |     |    |     |     |  | 0     |      |
| 1981 | FA1B e FA1C | Ford Cosworth DFV | M     | Jarier   |     |    |    |     |     |    |    |    | 8  | 8  | 10 | Rit | 9  | Rit | Rit |  | 0     |      |
| 1981 | FA1B e FA1C | Ford Cosworth DFV | M     | Gabbiani | Rit | NQ | NQ | Rit | Rit | NQ | NQ | NQ | NQ | NQ | NQ | NQ  | NQ | NQ  | NQ  |  | 0     |      |

| Anno | Vettura     | Motore            | Gomme | Piloti  |     |     |     |     |     |     |     |     |    |     |     |     |    |     |     |    | Punti | Pos. |
| ---- | ----------- | ----------------- | ----- | ------- | --- | --- | --- | --- | --- | --- | --- | --- | -- | --- | --- | --- | -- | --- | --- | -- | ----- | ---- |
| 1982 | FA1C e FA1D | Ford Cosworth DFV | P     | Jarier  | Rit | 9   | Rit | 4   | Rit | NQ  | Rit | Rit | 14 | Rit | Rit | Rit | NQ | Rit | Rit | NP | 3     | 12º  |
| 1982 | FA1C e FA1D | Ford Cosworth DFV | P     | Paletti | NQ  | NPQ | NQ  | Rit | NPQ | NPQ | NP  | Rit |    |     |     |     |    |     |     |    | 3     | 12º  |

| Anno | Vettura     | Motore                              | Gomme | Piloti   |     |    |     |     |    |     |     |     |     |     |    |    |     |     |     |  | Punti | Pos. |
| ---- | ----------- | ----------------------------------- | ----- | -------- | --- | -- | --- | --- | -- | --- | --- | --- | --- | --- | -- | -- | --- | --- | --- |  | ----- | ---- |
| 1983 | FA1D e FA1E | Ford Cosworth DFV e Alfa Romeo 1260 | M     | Fabi     | Rit | NQ | Rit | Rit | NQ | Rit | NQ  | Rit | NQ  | NQ  | 10 | 11 | Rit | NQ  | Rit |  | 0     |      |
| 1983 | FA1D e FA1E | Ford Cosworth DFV e Alfa Romeo 1260 | M     | Ghinzani | NQ  | NQ | NQ  | NQ  | NQ | NQ  | Rit | NQ  | Rit | Rit | 11 | NQ | Rit | Rit | Rit |  | 0     |      |

| Anno | Vettura     | Motore                 | Gomme | Piloti   |     |    |     |     |    |   |     |     |   |     |     |     |     |   |     |     | Punti | Pos. |
| ---- | ----------- | ---------------------- | ----- | -------- | --- | -- | --- | --- | -- | - | --- | --- | - | --- | --- | --- | --- | - | --- | --- | ----- | ---- |
| 1984 | FA1E e FA1F | Alfa Romeo 1260 e 890T | P     | Ghinzani | Rit | NP | Rit | NQ  | 12 | 7 | Rit | Rit | 5 | 9   | Rit | Rit | Rit | 7 | Rit | Rit | 2     | 11º  |
| 1984 | FA1E e FA1F | Alfa Romeo 1260 e 890T | P     | Gartner  |     |    |     | Rit |    |   |     |     |   | Rit | Rit | Rit | 12  | 5 | Rit | 16  | 2     | 11º  |

| Anno | Vettura     | Motore          | Gomme | Piloti       |    |   |    |    |     |     |    |     |     |   |    |     |    |    |     |   | Punti | Pos. |
| ---- | ----------- | --------------- | ----- | ------------ | -- | - | -- | -- | --- | --- | -- | --- | --- | - | -- | --- | -- | -- | --- | - | ----- | ---- |
| 1985 | FA1F e FA1G | Alfa Romeo 890T | P     | Ghinzani     | 12 | 9 | NC | NQ | Rit | Rit | 15 | Rit |     |   |    |     |    |    |     |   | 0     |      |
| 1985 | FA1F e FA1G | Alfa Romeo 890T | P     | Rothengatter |    |   |    |    |     |     |    |     | Rit | 9 | NC | Rit | NC | NQ | Rit | 7 | 0     |      |

| Anno | Vettura            | Motore          | Gomme | Piloti   |     |     |     |    |     |     |     |     |     |     |     |     |     |     |     |     | Punti | Pos. |
| ---- | ------------------ | --------------- | ----- | -------- | --- | --- | --- | -- | --- | --- | --- | --- | --- | --- | --- | --- | --- | --- | --- | --- | ----- | ---- |
| 1986 | FA1F e FA1G e FA1H | Alfa Romeo 890T | P     | Ghinzani | Rit | Rit | Rit | NQ | Rit | Rit | Rit | Rit | Rit | Rit | Rit | 11  | Rit | Rit | Rit | Rit | 0     |      |
| 1986 | FA1F e FA1G e FA1H | Alfa Romeo 890T | P     | Danner   | Rit | Rit | Rit | NQ | Rit | Rit |     |     |     |     |     |     |     |     |     |     | 0     |      |
| 1986 | FA1F e FA1G e FA1H | Alfa Romeo 890T | P     | Berg     |     |     |     |    |     |     | Rit | Rit | Rit | 12  | Rit | Rit |     | 13  | 16  | NC  | 0     |      |
| 1986 | FA1F e FA1G e FA1H | Alfa Romeo 890T | P     | Caffi    |     |     |     |    |     |     |     |     |     |     |     |     | NC  |     |     |     | 0     |      |

| Anno | Vettura     | Motore          | Gomme | Piloti   |     |     |     |     |     |     |     |     |     |     |     |     |    |     |     |    | Punti | Pos. |
| ---- | ----------- | --------------- | ----- | -------- | --- | --- | --- | --- | --- | --- | --- | --- | --- | --- | --- | --- | -- | --- | --- | -- | ----- | ---- |
| 1987 | FA1G e FA1I | Alfa Romeo 890T | G     | Caffi    | Rit | 12  | Rit | Rit | Rit | Rit | Rit | Rit | Rit | Rit | Rit | Rit | NQ | Rit | Rit | NQ | 0     |      |
| 1987 | FA1G e FA1I | Alfa Romeo 890T | G     | Tarquini |     | Rit |     |     |     |     |     |     |     |     |     |     |    |     |     |    | 0     |      |
| 1987 | FA1G e FA1I | Alfa Romeo 890T | G     | Forini   |     |     |     |     |     |     |     |     |     |     | Rit | Rit | NQ |     |     |    | 0     |      |

| Anno | Vettura     | Motore      | Gomme | Piloti |    |    |   |    |    |     |     |    |     |     |     |     |    |     |     |     | Punti | Pos. |
| ---- | ----------- | ----------- | ----- | ------ | -- | -- | - | -- | -- | --- | --- | -- | --- | --- | --- | --- | -- | --- | --- | --- | ----- | ---- |
| 1988 | FA1I e FA1L | Osella 890T | G     | Larini | NQ | ES | 9 | NQ | NQ | Rit | Rit | 19 | Rit | NPQ | Rit | Rit | 12 | Rit | Rit | NPQ | 0     |      |

| Anno | Vettura | Motore            | Gomme | Piloti   |     |     |     |     |     |     |     |     |     |     |     |     |     |     |     |     | Punti | Pos. |
| ---- | ------- | ----------------- | ----- | -------- | --- | --- | --- | --- | --- | --- | --- | --- | --- | --- | --- | --- | --- | --- | --- | --- | ----- | ---- |
| 1989 | FA1M    | Ford Cosworth DFR | P     | Larini   | SQ  | 12  | NPQ | NPQ | NPQ | Rit | NPQ | Rit | NPQ | NPQ | NPQ | Rit | NPQ | Rit | Rit | Rit | 0     |      |
| 1989 | FA1M    | Ford Cosworth DFR | P     | Ghinzani | NPQ | NPQ | NPQ | NPQ | NPQ | NPQ | NPQ | NPQ | NPQ | Rit | NPQ | NPQ | NPQ | Rit | NPQ | Rit | 0     |      |

| Anno | Vettura | Motore            | Gomme | Piloti     |     |     |     |    |    |    |     |    |    |     |    |     |    |     |    |    | Punti | Pos. |
| ---- | ------- | ----------------- | ----- | ---------- | --- | --- | --- | -- | -- | -- | --- | -- | -- | --- | -- | --- | -- | --- | -- | -- | ----- | ---- |
| 1990 | FA1M-E  | Ford Cosworth DFR | P     | Grouillard | Rit | Rit | Rit | NQ | 13 | 19 | NPQ | NQ | NQ | NPQ | 16 | Rit | NQ | Rit | NQ | 13 | 0     |      |

| Legenda | 1º posto     | 2º posto | 3º posto    | A punti         | Senza punti/Non class.  | Grassetto – Pole position Corsivo – Giro più veloce |
| Legenda | Squalificato | Ritirato | Non partito | Non qualificato | Solo prove/Terzo pilota | Grassetto – Pole position Corsivo – Giro più veloce |